# Датская колониальная империя
Датская колониальная империя (дат. Danske kolonier) существовала в период с 1536 по 1944 год. В период расцвета в состав Империи входили земли на четырёх континентах (Азия, Африка, Северная Америка, Европа); по состоянию на 1800 год общая площадь империи составляла 3,000,000 км².
На данный момент осколки колониальной империи сохранились в составе Датского соединённого королевства: это Фарерские острова и Гренландия, бывшие изначально колониями Норвежского королевства. Фарерские острова в 1948 году получили автономию. Гренландия же в 1953 году потеряла свой колониальный статус, а в 1979 году получила автономию. Самоуправление в Гренландии было расширено ещё больше в 2009 году, и теперь датское правительство практически не имеет никакого влияния над внутренними делами Гренландии.

## Список

###### Европа
- Исландия (с 1380, как часть Кальмарской унии по 1944)
- Фарерские острова (с 1380, как часть Кальмарской унии)

###### Северная Америка
- Гренландия (с 1380, как часть Кальмарской унии)
- Виргинские острова (1754—1917)

###### Африка
- Золотой Берег (1658—1850)

###### Азия
- Индия — Транкебар, Серампур и Никобарские острова (1620—1869)

## История

### Зарождение
После падения Кальмарской унии и образования Швеции, Дания сумела сохранить контроль над Норвегией и рядом бывших колоний королей страны фьордов. Это были Фарерские острова, Гренландия и Исландия. Даже несмотря на то, что связь с колониями на острове рвалась, датские короли продолжали считать себя правителями Гренландии, что нашло своё отражение во включении в 1660-х годах стилизованного белого медведя в герб Дании. В 1578 году Фредерик II наконец послал экспедицию под командованием некоего Магнуса Хеннингсена, который видел берег Гренландии, но не высаживался на него. Это было приблизительно в то же время, когда Мартин Фробишер высадился в южной Гренландии, принял её за мифическую северную землю «Фрисландию».
Резкий скачок вперёд и последующий успех датской колониальной империи обеспечил король Кристиан IV. Король Дании нуждался в деньгах для ведения войн и в 1605 году он отправил в Гренландию экспедицию в составе 5 кораблей. В 1618 году адмирал Ове Гедде отправился в экспедицию в Индию, на остров Цейлон. Спустя год мореплаватель Йенс Мунк был отправлен на север, на поиски северо-западного прохода в Индию.
В 1624 году Кристиан отправил несколько датских судов с голландским торговым караваном в Вест-Индию. Спустя год в Копенгагене купец Ян де Виллем получил лицензию на торговлю с Вест-Индией, Бразилией, Виргинией и Гвинеей.